# Житловий будинок уряду Кримської АРСР
Житловий будинок уряду Кримської АРСР (крим. Qırım MŞSC ükümetiniñ mesken evi) — будинок у Сімферополі в Центральному районі за адресою Жуковського, 5. Збудована у 1934 році архітектором Борисом Білозерським.
Пам'ятник архітектури Наказом Міністерства Культури і Туризму України від 25.10.2010 № 957/0/16-10.

## Опис
Ця будівля — зразок конструктивізму з його лаконічністю та монолітністю зовнішності. При цьому воно має цілу низку різних елементів, що оживляють і надають будинку оригінальність: бельведер, відкриті та закриті напівкруглі тераси, прямокутні балкони тощо.
З елементів раціоналізму, модерну та ар-деко вийшла кумедна суміш стилів, розглянути яку зараз досить непросто: впритул до будинку тепер ростуть дерева. Будинок, відомий як будинок-«корабель», складається з двох обсягів: до триповерхового куба з високим цоколем з півдня примикає витягнутий по осі північ — південь двоповерховий корпус. На плоскій покрівлі знаходиться ротонда-бельведер.
Сходи Білозерський виніс у вежу з вузькими вікнами-бійницями. Будівля виглядає незвичайно і за рахунок напівкруглих засклених відкритих терас, арок, прямокутних балкончиків і балконів — лише типів віконних отворів тут приблизно два десятки. Південно-східний кут додатково прикрашають стилізована капітель і діагональна композиція у формі віяла. Натомість дворовий фасад із винесеними на вулицю чорними сходами більш ніж утилітарний.

## Історія
Будівля була збудована у 1934 році Борисом Білозерським, що на той момент був головним архітектором Сімферополя.
Будівля була розрахована на вісім п'ятикімнатних квартир (по дві на кожному з чотирьох поверхів) для проживання членів кримського уряду та їхніх сімей. У будинку проживали голова ЦВК Кримської АРСР Ільяс Тархан, голова Ради народних комісарів Кримської АРСР Абдураїм Самєдінов та нарком юстиції Кримської АРСР Мустафа Асманов.
Під час Великого терору 1937—1938 років усі вони були послідовно репресовані, а після Другої світової війни квартири поділили на комуналки.
З 1986 року в будинку розміщується сімферопольська дитяча музична школа № 2.
У 1990 році рішенням Кримського облвиконкому від 20 лютого № 48 будівля набула статусу пам'ятника архітектури, що було підтверджено Наказом МКтаТ України від 25.10.2010 № 957/0/16-10.
З 1997 року у будинку також розташовувалася галерея «КЕП» – перша приватна галерея у Сімферополі.
На момент окупації приміщення будівлі, окрім музичної школи та галереї, займало також Кримське відділення Спілки дизайнерів України.

## Галерея

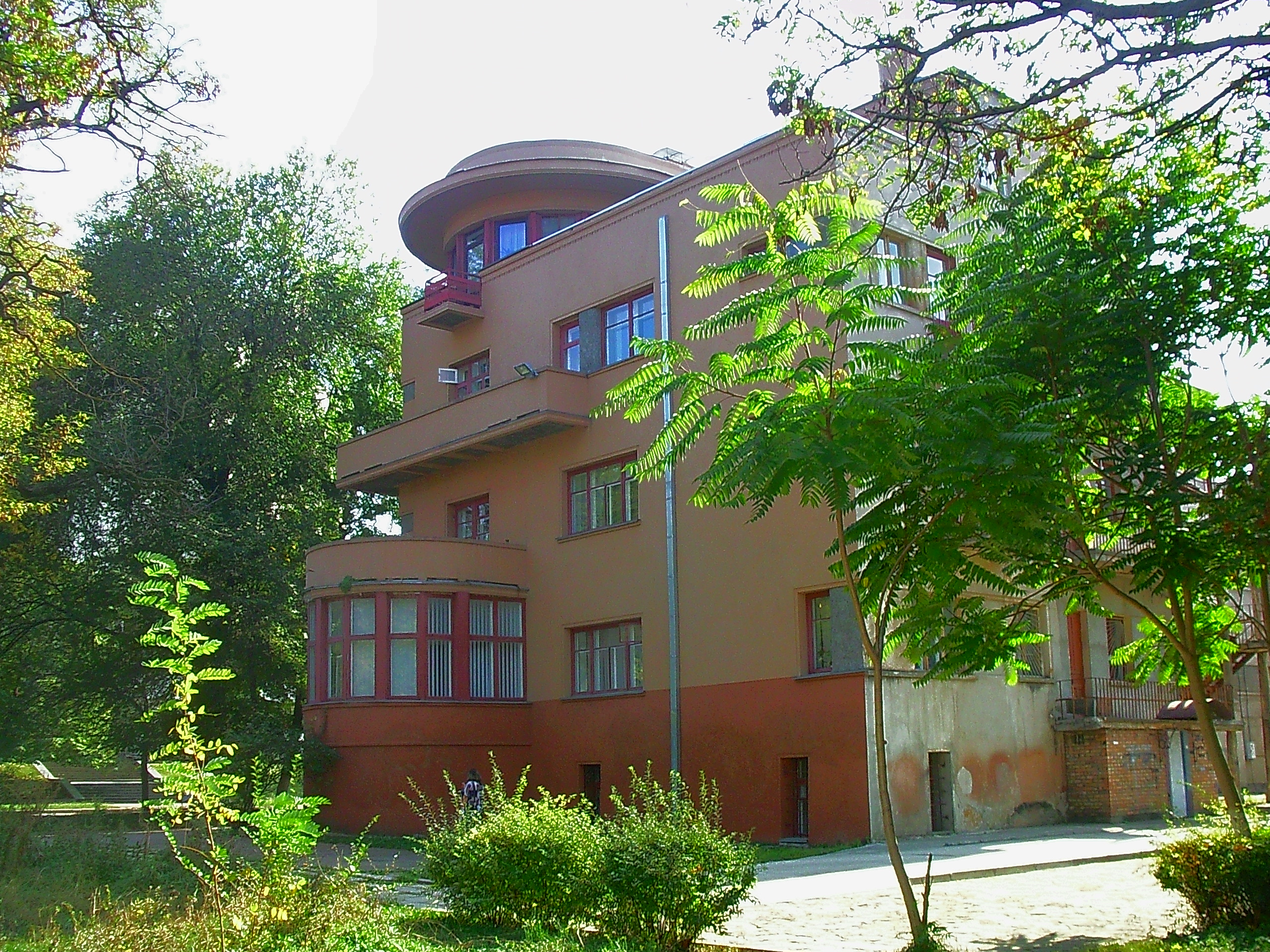
2012 рік
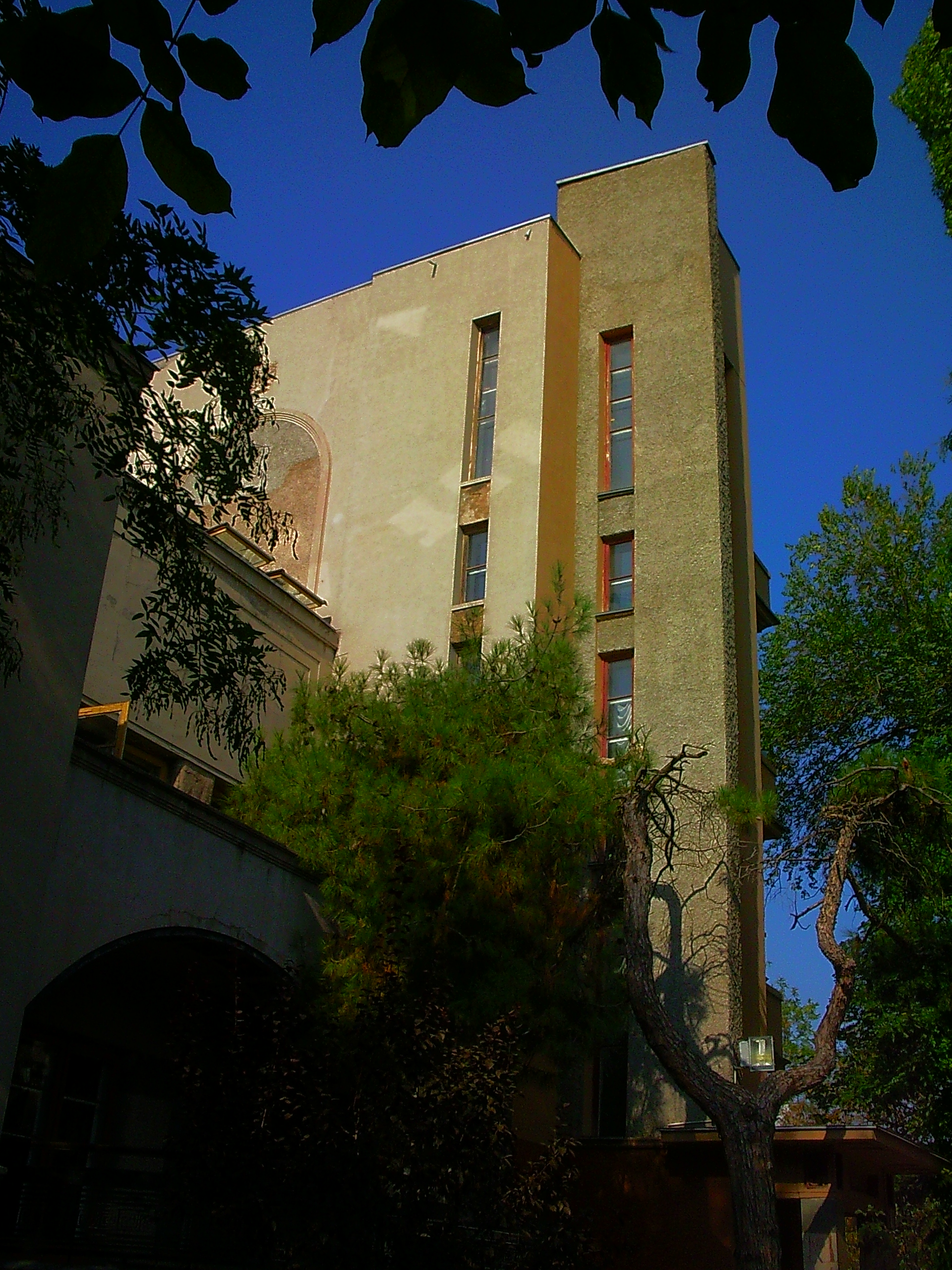
2012 рік
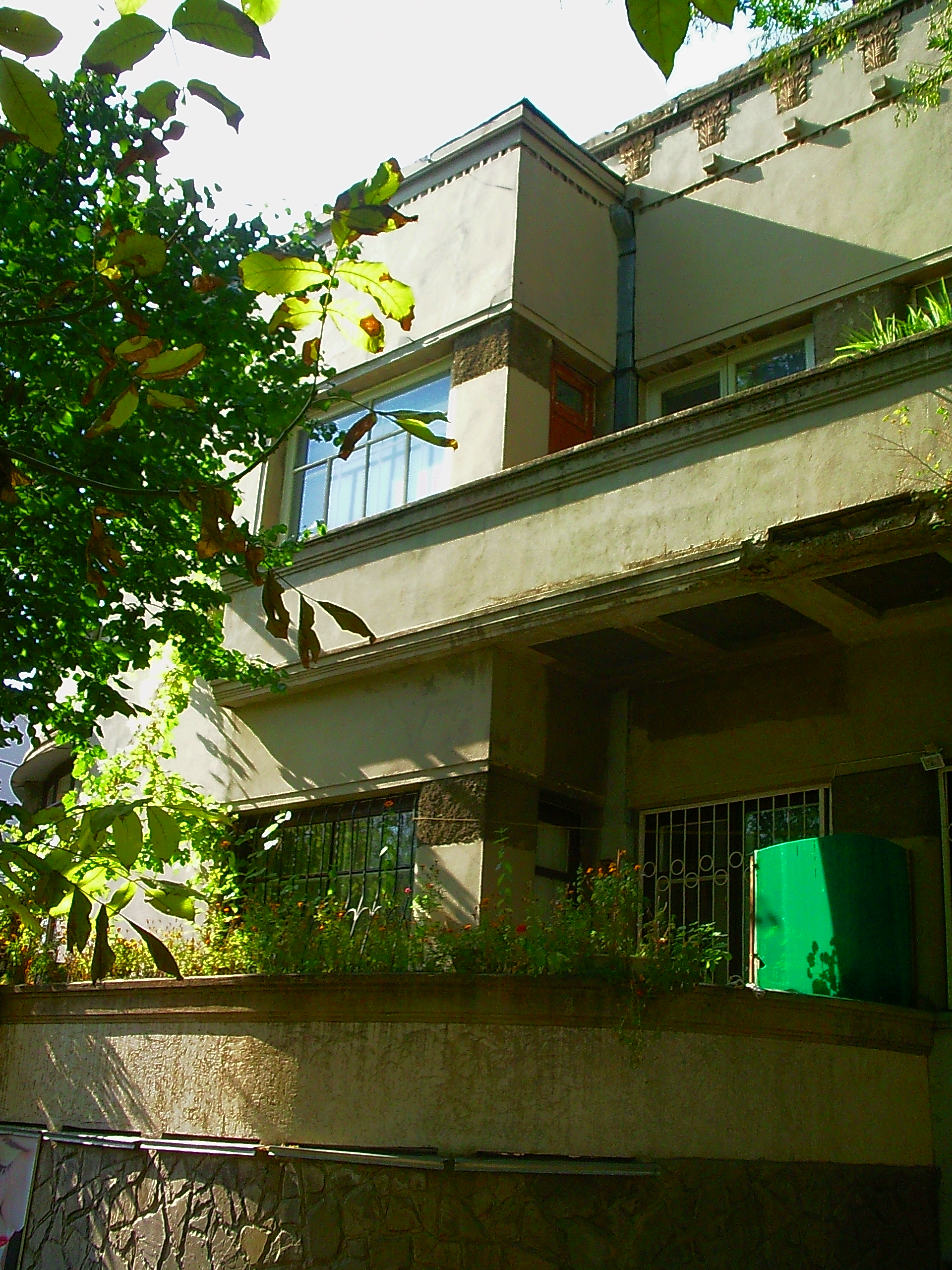
2012 рік
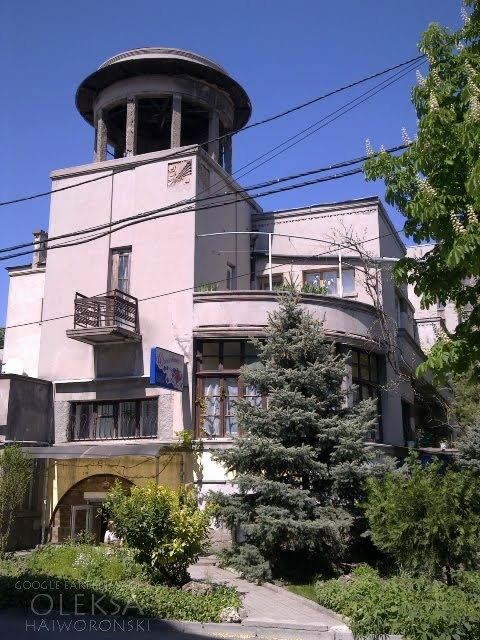
2012 рік
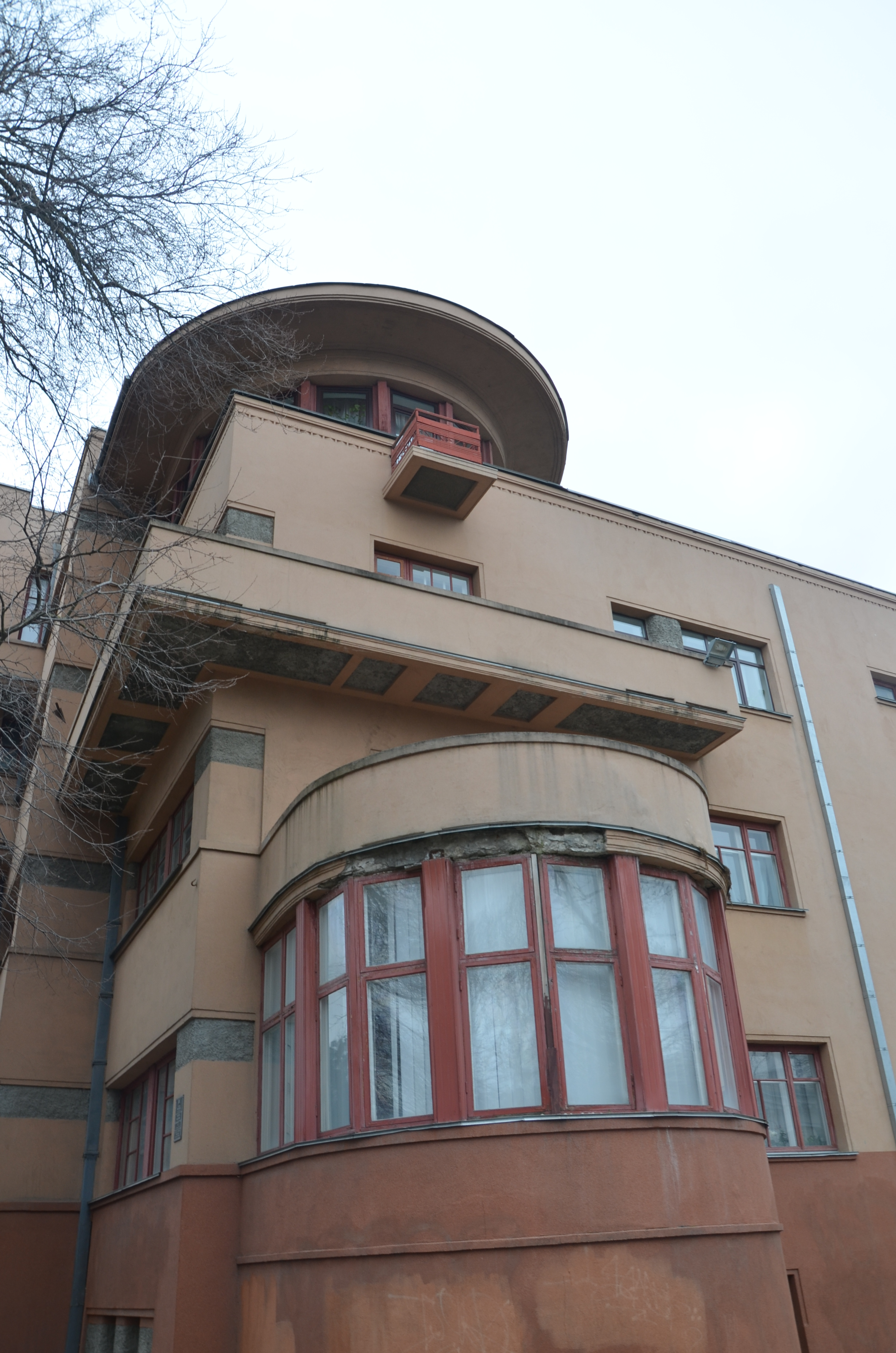
2016 рік
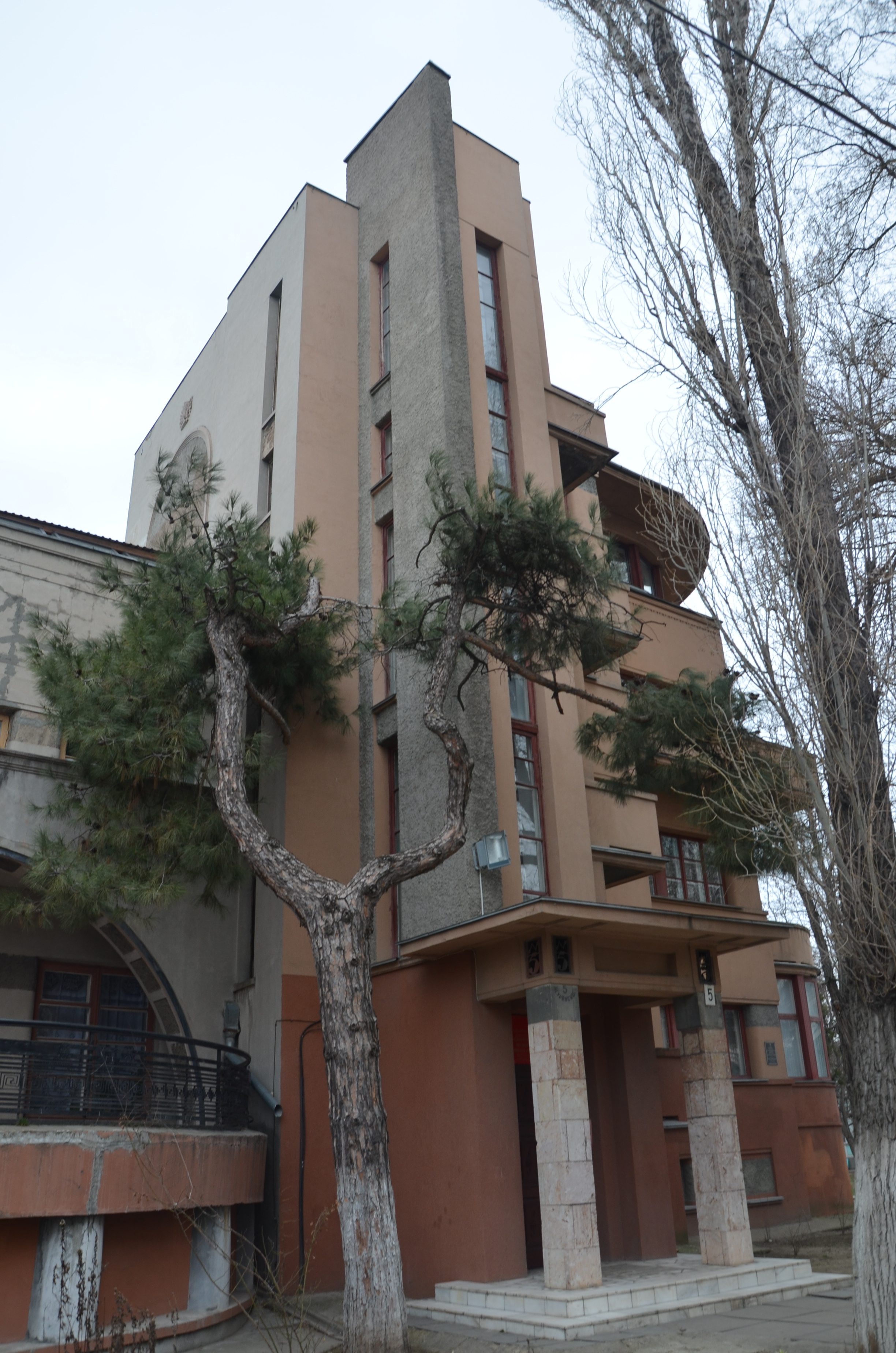
2016 рік
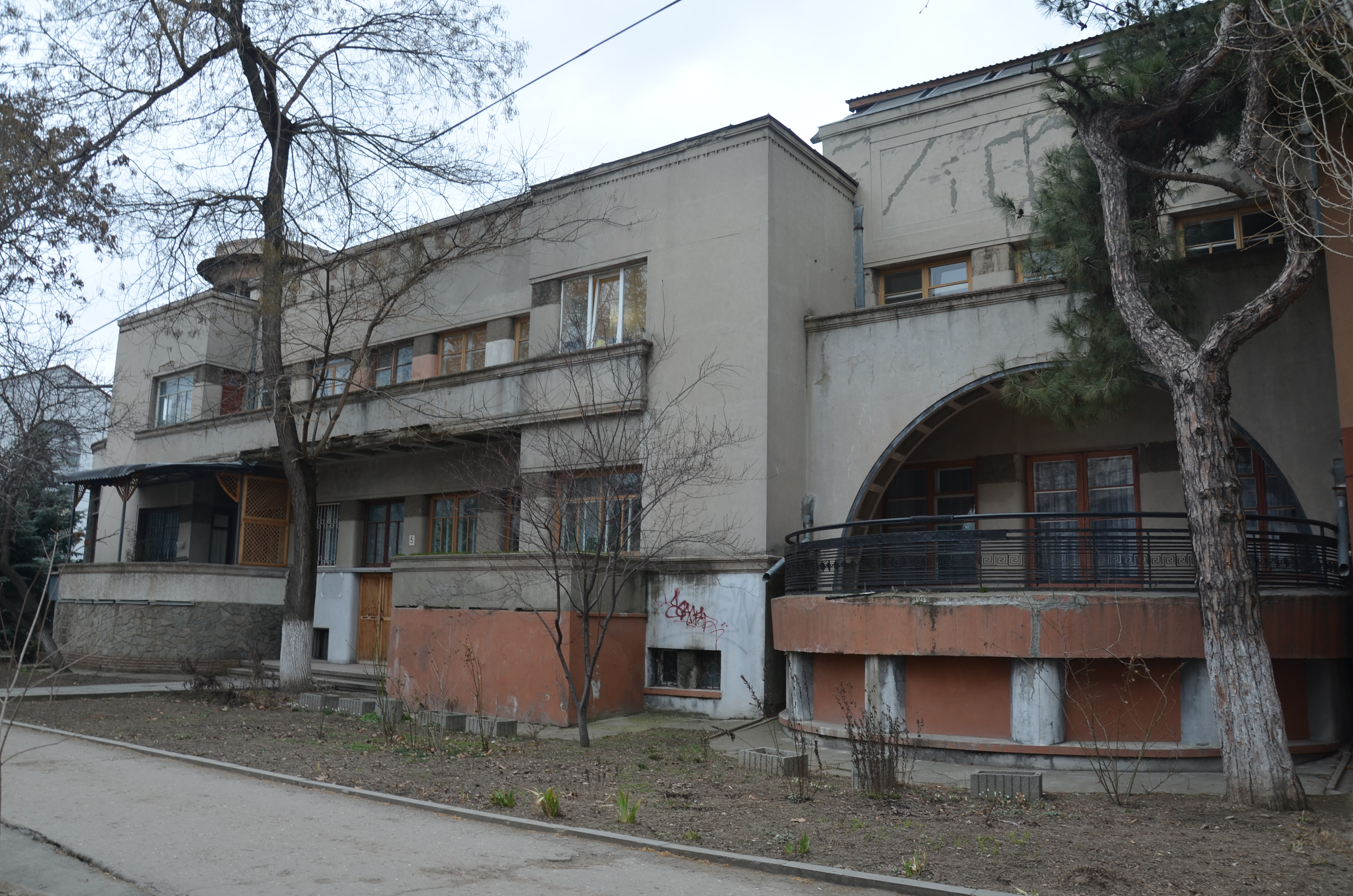
2016 рік
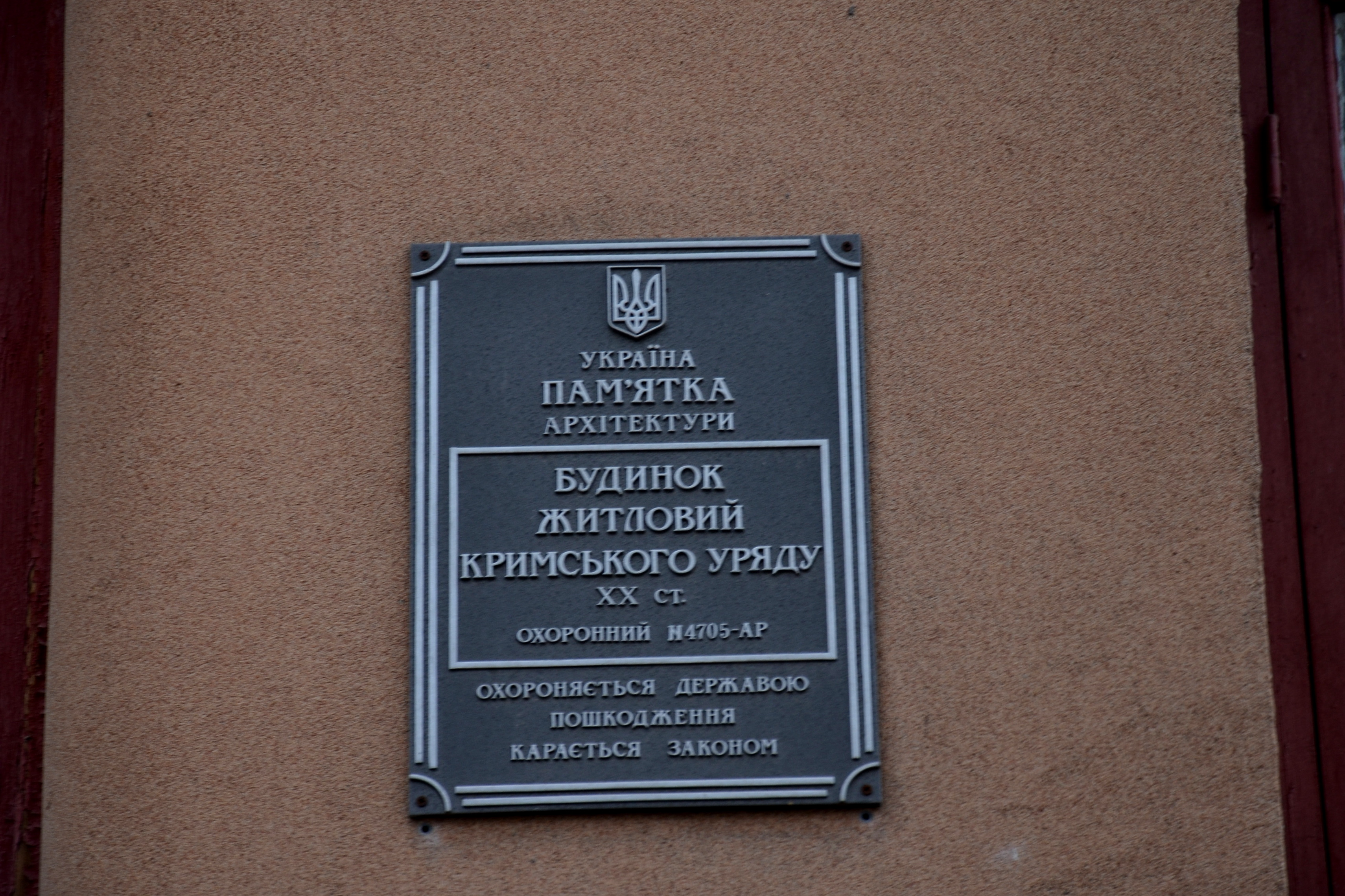
2016 рік
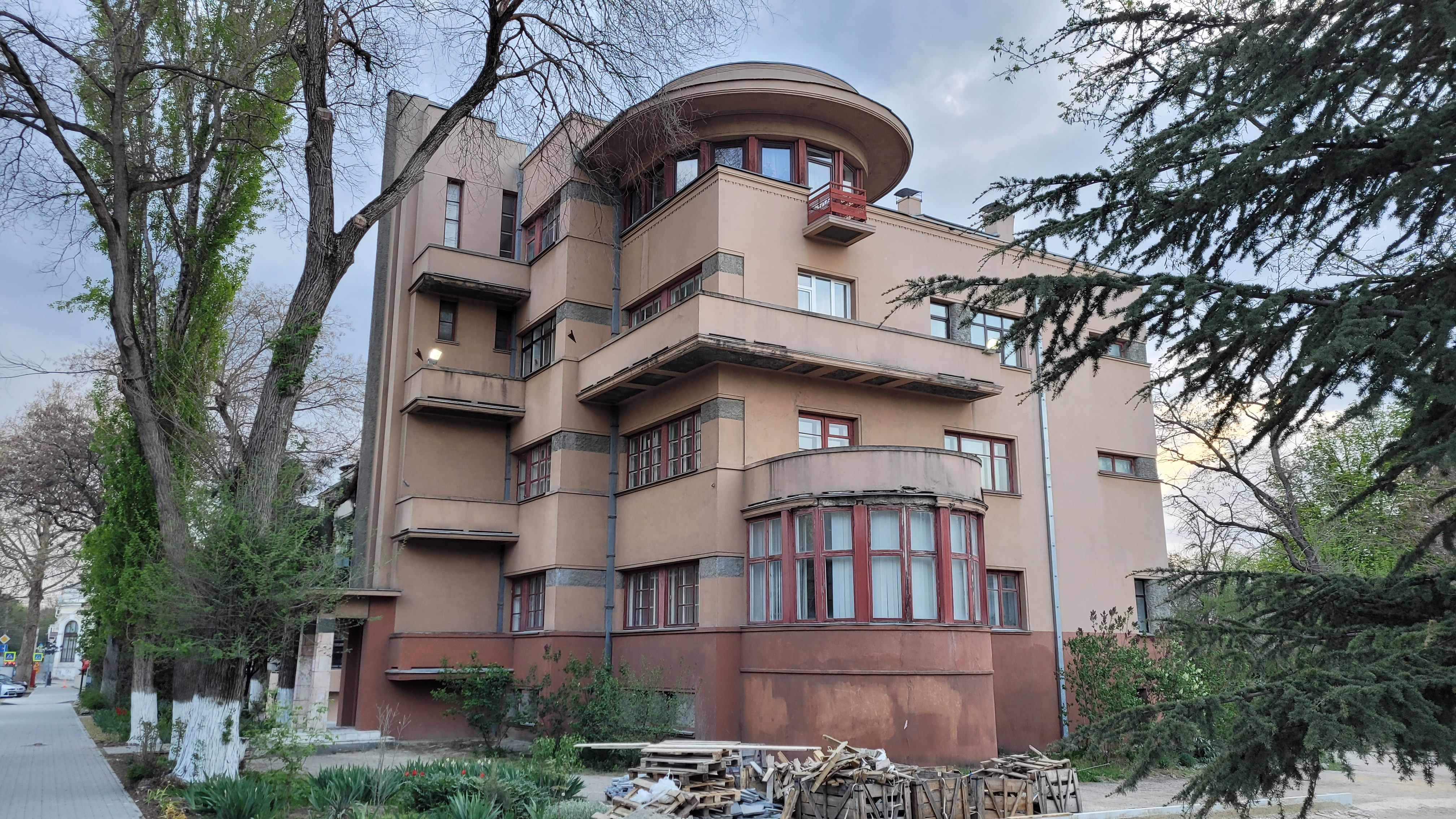
2021 рік
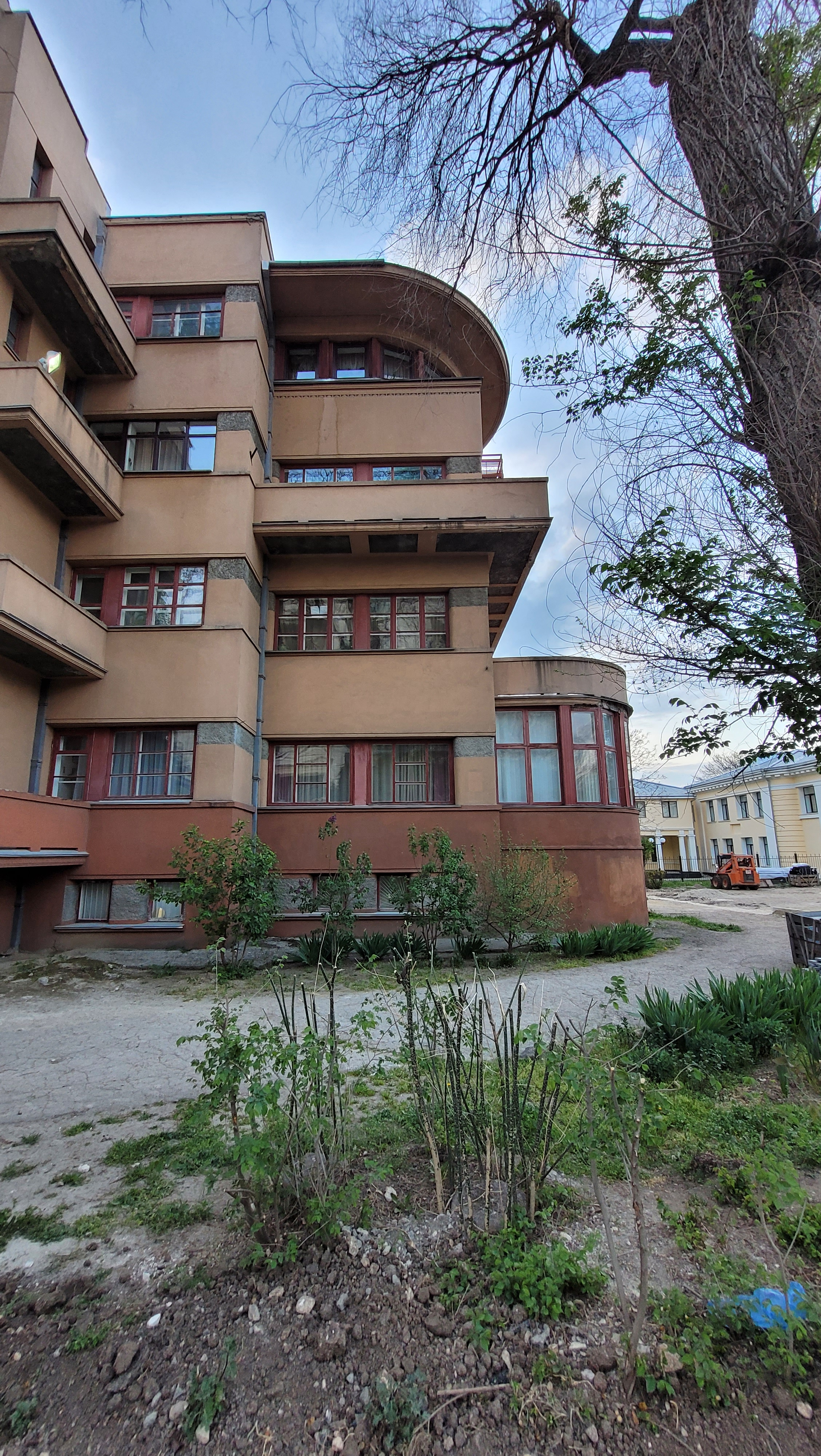
2021 рік
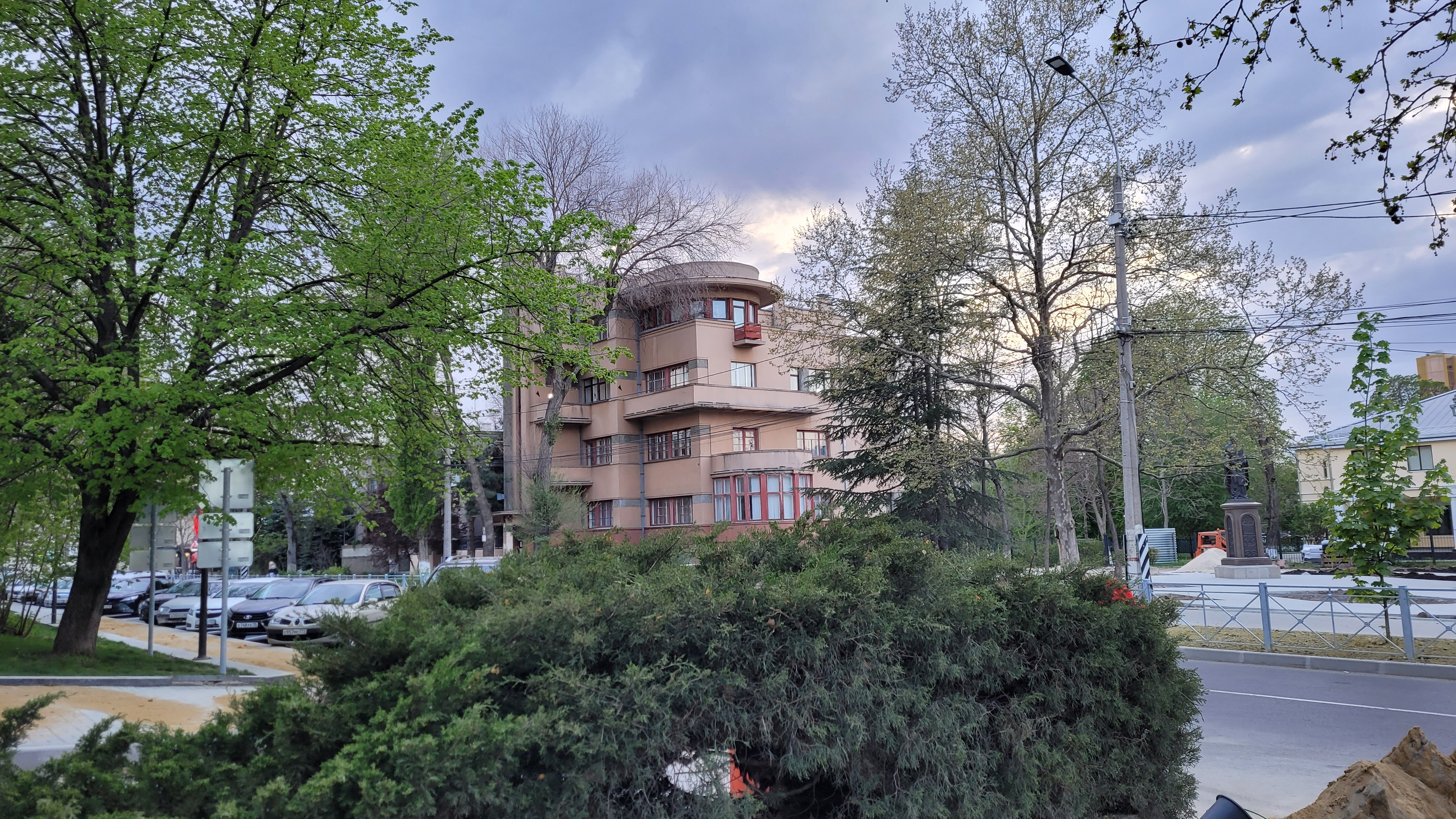
2021 рік
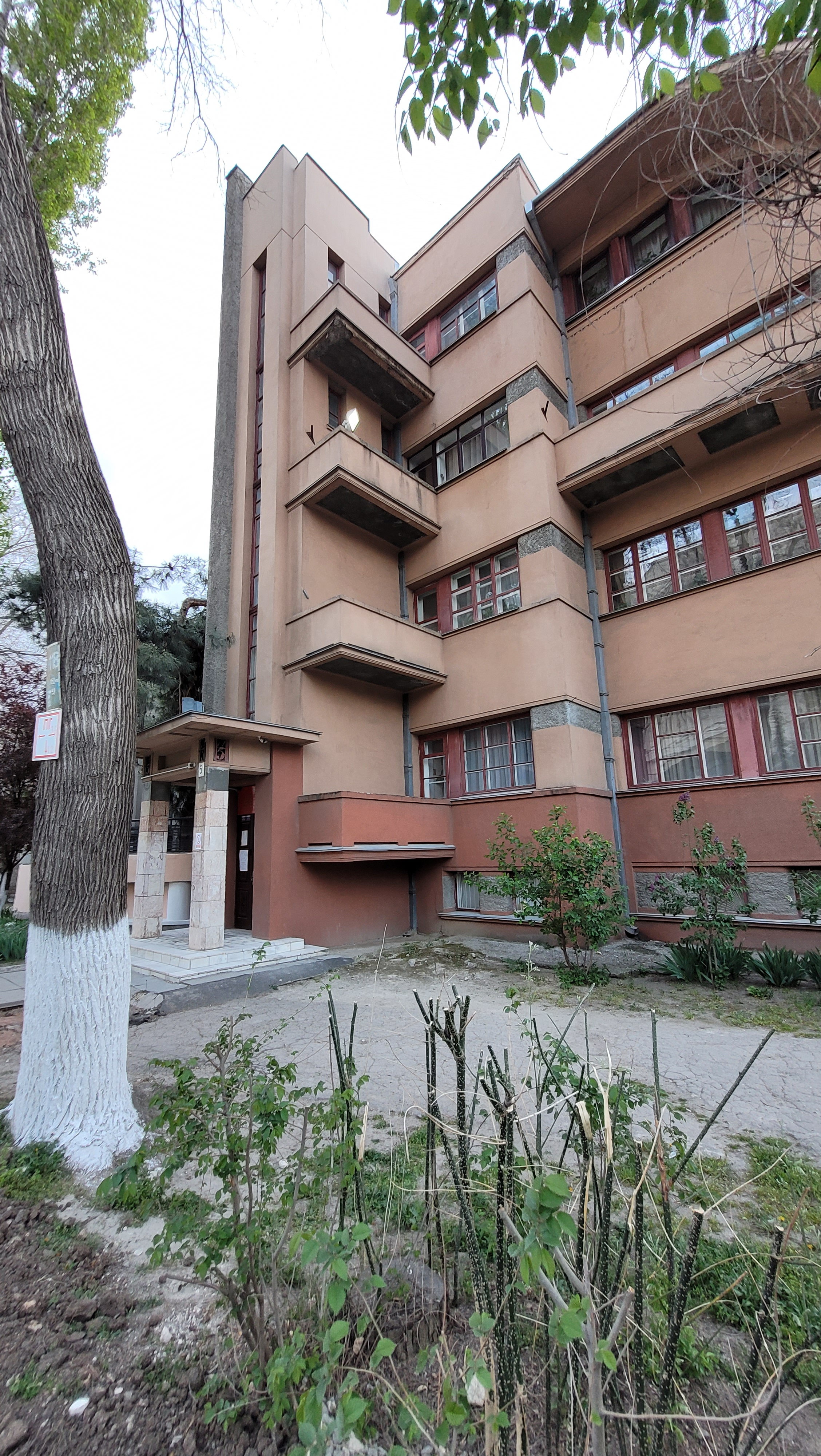
2021 рік